# Лагалли, Макс Отто
Макс Отто Лагалли (нем. Max Otto Lagally; 7 января 1881, Нойбург-ан-дер-Донау — 31 января 1945, Дрезден) — немецкий математик и физик, специализировавшийся на моделирование физических свойств жидкостей; профессор Технического университета Дрездена.

## Биография
Макс Отто Лагалли родился 7 января 1881 года в городе Нойбург-ан-дер-Донау; он получил аттестат о среднем образовании в Регенсбурге, после чего — с 1899 по 1903 год — изучал математику и физику в Мюнхенском университете, где в итоге получил степень кандидата наук. После этого он стал ассистентом в Вюрцбурге и Мюнхене; с 1907 года он также работал в школе.
В 1913 году Лагалли защитил докторскую диссертацию в Мюнхене. Во время Первой мировой войны, с 1915 по 1918 год, он работал геодезистом как на Западном, так и на Восточном фронтах. С 1920 по 1940 год Макс Лагалли состоял профессором кафедры высшей математики в Техническом университете Дрездена. 11 ноября 1933 года он был среди более 900 ученых и преподавателей немецких университетов и вузов, подписавших «Заявление профессоров о поддержке Адольфа Гитлера и национал-социалистического государства». В 1940 году Лагалли взял отпуск (в связи с тяжелой болезнью), а в 1943 — досрочно вышел на пенсию. В том же году он стал полноправным членом Саксонской академии наук. Скончался 31 января 1945 года в Дрездене.

## Работы
Лагалли опубликовала более 50 работ в различных журналах:
- Über Flächen mit sphärischen Krümmungslinien, vom kugelgeometrischen Standpunkt aus betrachtet, und die entsprechenden Flächen des Linienraumes; 1903
- Geodätische Netze auf Rotationsflächen; 1909
- Über die Verbiegung geodätischer Netze; 1910
- Über unendlich kleine isometrische Verbiegungen einer Fläche mit höherer als erster Näherung; 1914
- Die bayerische Donau; 1915
- Zur Theorie der Wirbelschichten; 1915
- Über die Bewegung einzelner Wirbel in einer strömenden Flüssigkeit; 1915
- Die Abbildung einer bewegten Ebene durch eine photographische Kammer mit Schlitzverschluß; 1918
- Über orthogonale Kurvensysteme in der Ebene; 1919
- Über gewisse Verbiegungen der achsenaffinen Flächen, insbesondere der Flächen 2. Ordnung; 1919
- Über ein Verfahren zur Transformation ebener Wirbelprobleme (недоступная ссылка); 1921
- Über den Druck einer strömenden Flüssigkeit auf eine geschlossene Fläche; 1921
- Klassen von Rotationsflächen mit längengleichen Haupttangenten-Kurven; 1924
- Die Verwendung des begleitenden Dreibeins für den Aufbau der natürlichen Geometrie; 1927
- Vorlesungen über Vektorrechnung; Akademische Verlagsgesellschaft Geest und Portig K.G. 1928. (Имеется перевод на русском: Лагалли М. Векторное исчисление. — М.,Л.: Объединённое научно-техническое издательство НКТП СССР, 1936.)
- Ein Abbildungssatz; 1931
- Dreifach-orthogonale Kurvenkongruenzen; 1932
- Mechanik und Thermodynamik des stationären Gletschers; 1934